# Zoey’s Extraordinary Playlist
 Zoey’s Extraordinary Playlist ist eine US-amerikanische Musical-Comedy-Dramaserie von NBC. Entstanden ist die Serie nach einer Idee von Austin Winsberg. Mit Zoey’s Extraordinary Christmas erschien 2021 ein Weihnachts-Special, das in Deutschland ab dem 18. Dezember 2021 bei Sky zu sehen war.

## Handlung
Die junge Programmiererin Zoey kann nach einem Vorfall während einer Computertomographie die Gedanken und Wünsche ihrer Mitmenschen in Form von Gesang- und Tanzdarbietungen hören. Einzelne Mitmenschen um Zoey beginnen plötzlich zu singen und teilen ihre intimsten Gefühle und Emotionen in Form von bekannten Popsongs und musicalhaften Darbietungen mit, die nur Zoey hören und sehen kann.
Zoey arbeitet als Programmiererin in einer Startup-Firma in San Francisco und muss sich nach einer Beförderung zur Teamleiterin neu beweisen. In ihrem Liebesleben kann sich Zoey nicht zwischen zwei Männern entscheiden, zum einen ist Max in sie verknallt, Zoey ist jedoch in Simon verliebt, der seinerseits jedoch seine Verlobte liebt.
Zoeys Vater leidet an einer tödlichen Nervenkrankheit und kann nur noch stumm und starr auf dem Sofa sitzen. Die Krankheit belastet die ganze Familie sehr.

## Besetzung und Synchronisation
Die deutsche Synchronisation entstand nach Dialogbüchern von André Lemme unter der Dialogregie von Dana Linkiewicz bei TV+Synchron GmbH, Berlin. Ihre Erstausstrahlung erfolgte von April bis Juli 2020 auf Sky One. Die Songs wurden im englischen Original belassen und untertitelt.
| Hauptfigur    | Darsteller            | Deutscher Sprecher |
| ------------- | --------------------- | ------------------ |
| Zoey Clarke   | Jane Levy             | Lisa May-Mitsching |
| Max Richman   | Skylar Astin          | Patrick Keller     |
| Mo            | Alex Newell           | Marcel Mann        |
| Simon Haynes  | John Clarence Stewart | Tino Kießling      |
| Mitch Clarke  | Peter Gallagher       | Erich Räuker       |
| Maggie Clarke | Mary Steenburgen      | Cornelia Meinhardt |
| Joan (St. 1)  | Lauren Graham         | Melanie Pukaß      |

| Nebenfigur    | Darsteller           | Deutscher Sprecher |
| ------------- | -------------------- | ------------------ |
| David Clarke  | Andrew Leeds         | Tobias Müller      |
| Tobin Batra   | Kapil Talwalkar      | Patrick Baehr      |
| Leif Donnelly | Michael Thomas Grant | Christian Zeiger   |
| Autumn        | Stephanie Styles     | Daniela Molina     |
| Emily         | Alice Lee            | Nicole Hannak      |

## Produktion und Ausstrahlung
Die erste Staffel wurde vom 3. September 2019 bis 30. Januar 2020 in Richmond, British Columbia, gedreht. Sie wurde in zwölf Folgen von Januar bis Mai 2020 von NBC ausgestrahlt. Im Juni 2020 wurde bekannt, dass die Serie um eine zweite Staffel mit 13 Folgen verlängert wird. Im Anschluss wurde die Serie eingestellt.

## Episodenliste

### Staffel 1 (2020)
| Nr. (ges.) | Nr. (St.) | Deutscher Titel       | Originaltitel                    | Erstveröffentlichung USA | Deutschsprachige Erstveröffentlichung (D) | Regie                        | Drehbuch                                           |
| ---------- | --------- | --------------------- | -------------------------------- | ------------------------ | ----------------------------------------- | ---------------------------- | -------------------------------------------------- |
| 1          | 1         | Zoeys neue Fähigkeit  | Pilot                            | 7. Jan. 2020             | 19. Apr. 2020                             | Richard Shepard              | Austin Winsberg                                    |
| 2          | 2         | Zoeys bester Freund   | Zoey’s Extraordinary Best Friend | 16. Feb. 2020            | 26. Apr. 2020                             | Adam Davidson                | Austin Winsberg                                    |
| 3          | 3         | Zoeys Chefin          | Zoey’s Extraordinary Boss        | 23. Feb. 2020            | 3. Mai 2020                               | Daisy von Scherler Mayer     | Sam Laybourne                                      |
| 4          | 4         | Zoeys Nachbarin       | Zoey’s Extraordinary Neighbor    | 1. März 2020             | 17. Mai 2020                              | Adam Davidson                | Gretchen J. Berg und Aaron Harberts                |
| 5          | 5         | Zoeys Versagen        | Zoey’s Extraordinary Failure     | 8. März 2020             | 17. Mai 2020                              | Darnell Martin               | Jack Kenny und Austin Winsberg                     |
| 6          | 6         | Zoeys Partynacht      | Zoey’s Extraordinary Night Out   | 15. März 2020            | 24, Mai 2020                              | Rose Troche                  | Lindsey Rosin                                      |
| 7          | 7         | Zoeys Beichte         | Zoey’s Extraordinary Confession  | 22. März 2020            | 31. Mai 2020                              | Richie Keen                  | Davah Avena                                        |
| 8          | 8         | Zoeys Panne           | Zoey’s Extraordinary Glitch      | 29. März 2020            | 7. Juni 2020                              | Jon Turteltaub               | Samantha McIntyre                                  |
| 9          | 9         | Zoeys Stille          | Zoey’s Extraordinary Silence     | 5. Apr. 2020             | 14. Juni 2020                             | Charles Stone III            | Matthew Irving Epstein                             |
| 10         | 10        | Zoeys Gefühlsausbruch | Zoey’s Extraordinary Outburst    | 19. Apr. 2020            | 21. Juni 2020                             | Tristram Shapeero            | Adam Armus                                         |
| 11         | 11        | Zoeys Mutter          | Zoey’s Extraordinary Mother      | 26. Apr. 2020            | 28. Juni 2020                             | Adam Davidson                | Gretchen J. Berg, Aaron Harberts und Sam Laybourne |
| 12         | 12        | Zoeys Vater           | Zoey’s Extraordinary Dad         | 3. Mai 2020              | 5. Juli 2020                              | Jon Turteltaub Adam Davidson | Austin Winsberg                                    |

### Staffel 2 (2021)
| Nr. (ges.) | Nr. (St.) | Deutscher Titel       | Originaltitel                     | Erstveröffentlichung USA | Deutschsprachige Erstveröffentlichung (D) | Regie         | Drehbuch                      |
| ---------- | --------- | --------------------- | --------------------------------- | ------------------------ | ----------------------------------------- | ------------- | ----------------------------- |
| 13         | 1         | Zoeys Rückkehr        | Zoey's Extraordinary Return       | 5. Jan. 2021             | 30. Mai 2021                              | John Terlesky | Austin Winsberg               |
| 14         | 2         | Zoeys Ablenkung       | Zoey's Extraordinary Distraction  | 12. Jan. 2021            | 30. Mai 2021                              | Anya Adams    | Sam Laybourne                 |
| 15         | 3         | Zoeys Träume          | Zoey's Extraordinary Dreams       | 12. Jan. 2021            | 6. Juni 2021                              | John Terlesky | Samantha McIntyre             |
| 16         | 4         | Zoeys Mitarbeiter     | Zoey's Extraordinary Employee     | 26. Jan. 2021            | 6. Juni 2021                              | Anya Adams    | Robert Sudduth                |
| 17         | 5         | Zoeys Trip            | Zoey's Extraordinary Trip         | 2. Feb. 2021             | 13. Juni 2021                             | John Terlesky | Joe Port & Joe Wiseman        |
| 18         | 6         | Zoeys Vorurteile      | Zoey's Extraordinary Reckoning    | 9. Feb. 2021             | 13. Juni 2021                             | Anya Adams    | Zora Bikangaga                |
| 19         | 7         | Zoeys Erinnerung      | Zoey's Extraordinary Memory       | 28. März 2021            | 20. Juni 2021                             | John Terlesky | Emily Fox                     |
| 20         | 8         | Zoeys Geburtstag      | Zoey's Extraordinary Birthday     | 4. Apr. 2021             | 20. Juni 2021                             | Shasta Spahn  | Lindsey Rosin                 |
| 21         | 9         | Zoeys Rätsel          | Zoey's Extraordinary Mystery      | 11. Apr. 2021            | 27. Juni 2021                             | John Terlesky | Samantha McIntyre             |
| 22         | 10        | Zoeys Mädelsabend     | Zoey's Extraordinary Girls' Night | 18. Apr. 2021            | 27. Juni 2021                             | Richard Lewis | Alicia Carroll                |
| 23         | 11        | Zoeys Doppeldate      | Zoey's Extraordinary Double Date  | 2. Mai 2021              | 4. Juli 2021                              | Mandy Moore   | Emily Fox & Robert Sudduth    |
| 24         | 12        | Zoeys Therapiesitzung | Zoey's Extraordinary Session      | 9. Mai 2021              | 4. Juli 2021                              | Richard Lewis | Celeste Klaus & Sam Laybourne |
| 25         | 13        | Zoeys Abschied        | Zoey's Extraordinary Goodbye      | 16. Mai 2021             | 4. Juli 2021                              | John Terlesky | Austin Winsberg               |

## Rezeption
„Gedankenlesen, aber als Musical: Die neue, bunte TV-Serie ‚Zoey’s Extraordinary Playlist‘ verwandelt Gedanken in Mitsing-Musik – und nimmt sie dabei manchmal etwas zu wörtlich. Man summt trotzdem mit.“

„Ein Meisterwerk der Serienkunst ist Zoey’s Extraordinary Playlist also keineswegs. Wer aber in Corona-Zeiten die Kultur, die er konsumiert, vor allem nach ihrem Eskapismuspotenzial auswählt (und wem sollte man das verübeln?), liegt hier dennoch genau richtig.“